# Jules Guérin (Maler)

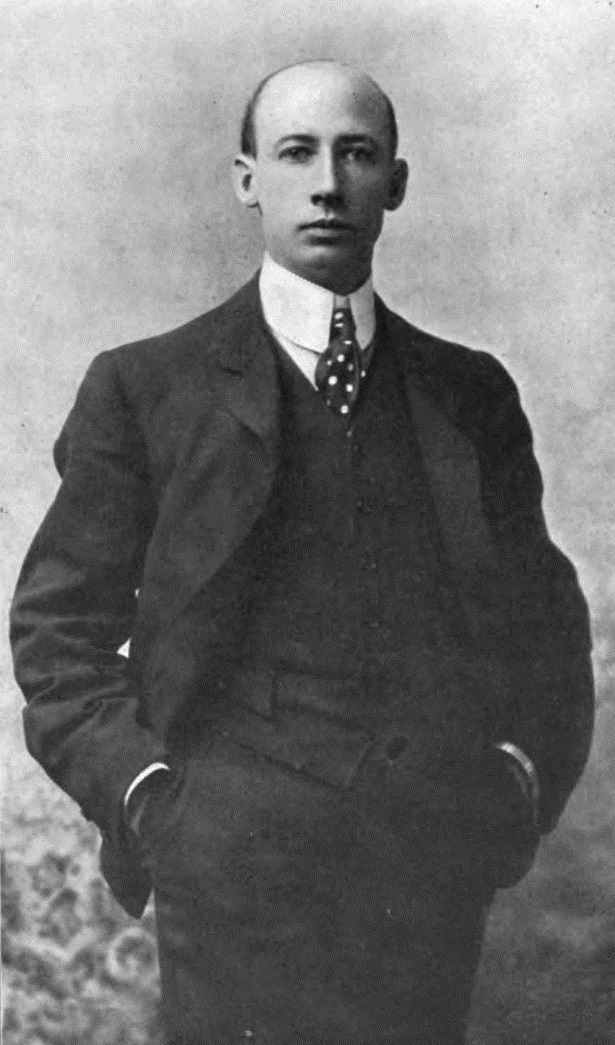
Jules Guérin, Foto vor 1900

Jules Valée Guérin (* 18. November 1866 in St. Louis, Missouri; † 13. Juni 1946 in Neptune City, New Jersey) war ein US-amerikanischer Maler, Zeichner und Illustrator.

## Leben
1880 zog Jules’ Familie nach Chicago. Vermutlich erhielt er dort auch eine erste künstlerische Ausbildung. Jedenfalls arbeitete er eine Weile als Bühnenmaler. Etwa im Zeitraum 1887 bis 1889 soll er in Paris studiert haben, vielleicht an der École nationale supérieure des beaux-arts oder an der Académie Julian bei Jean-Paul Laurens und Jean-Joseph Benjamin-Constant. Als Illustrator arbeitete er um 1889 wieder in Chicago. Bei Jules’ Mutter, die Zimmer vermietete, wohnte auch der Illustrator und Cartoonist Winsor McCay. Wechselseitig unterrichteten sie sich. Zum Kreis früher Freunde zählte damals auch der Illustrator Maxfield Parrish. Spätestens 1896 kam er nach New York City, wo er für die Monatszeitschriften Scribner’s Magazine und The Century Magazine zeichnete, Letzteres wohl durch Vermittlung von Maxfield Parrish.

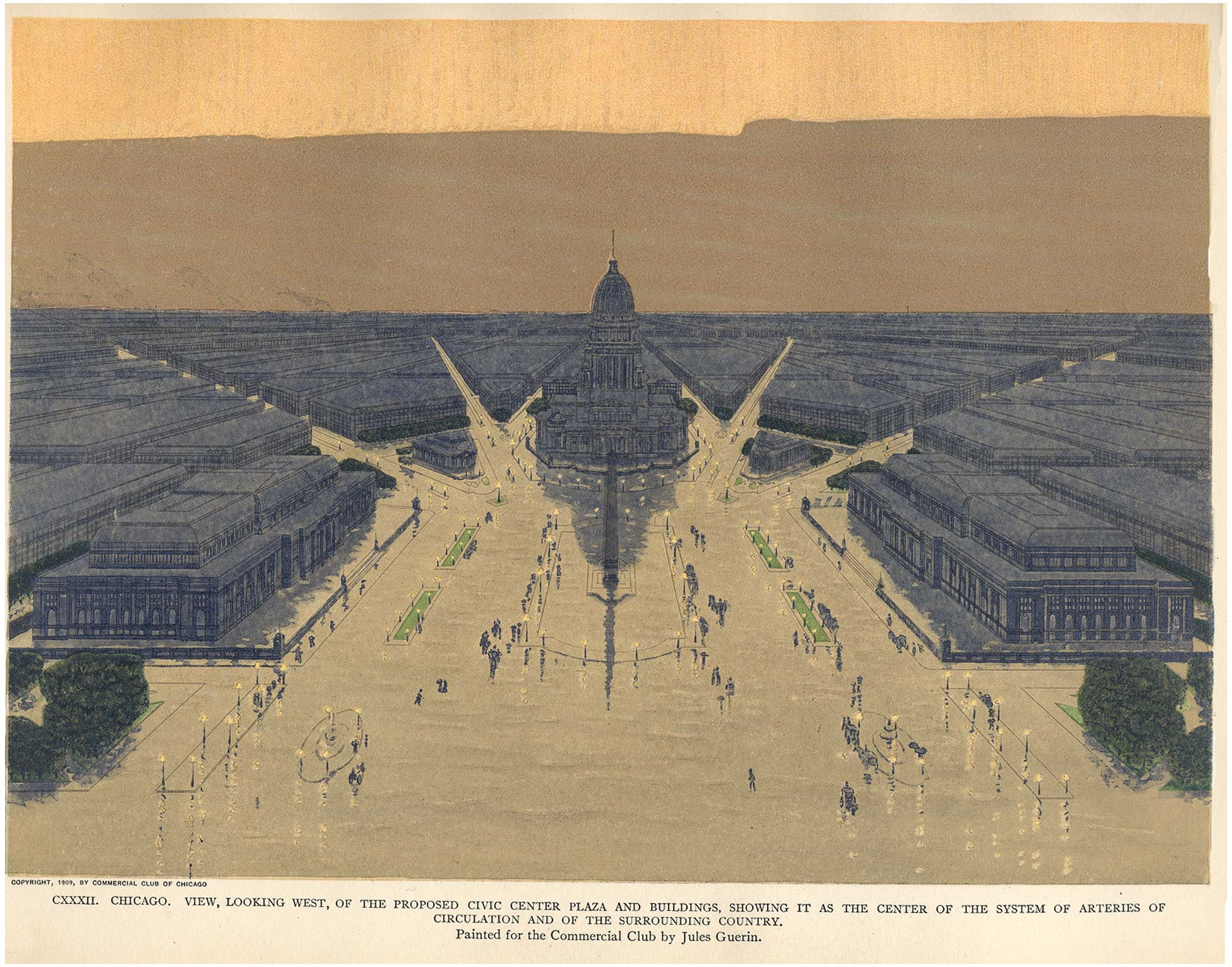
Civic Center Plaza, Zeichnung aus dem Wettbewerbsentwurf Plan of Chicago von Daniel Burnham, gezeichnet von Jules Guérin, 1909

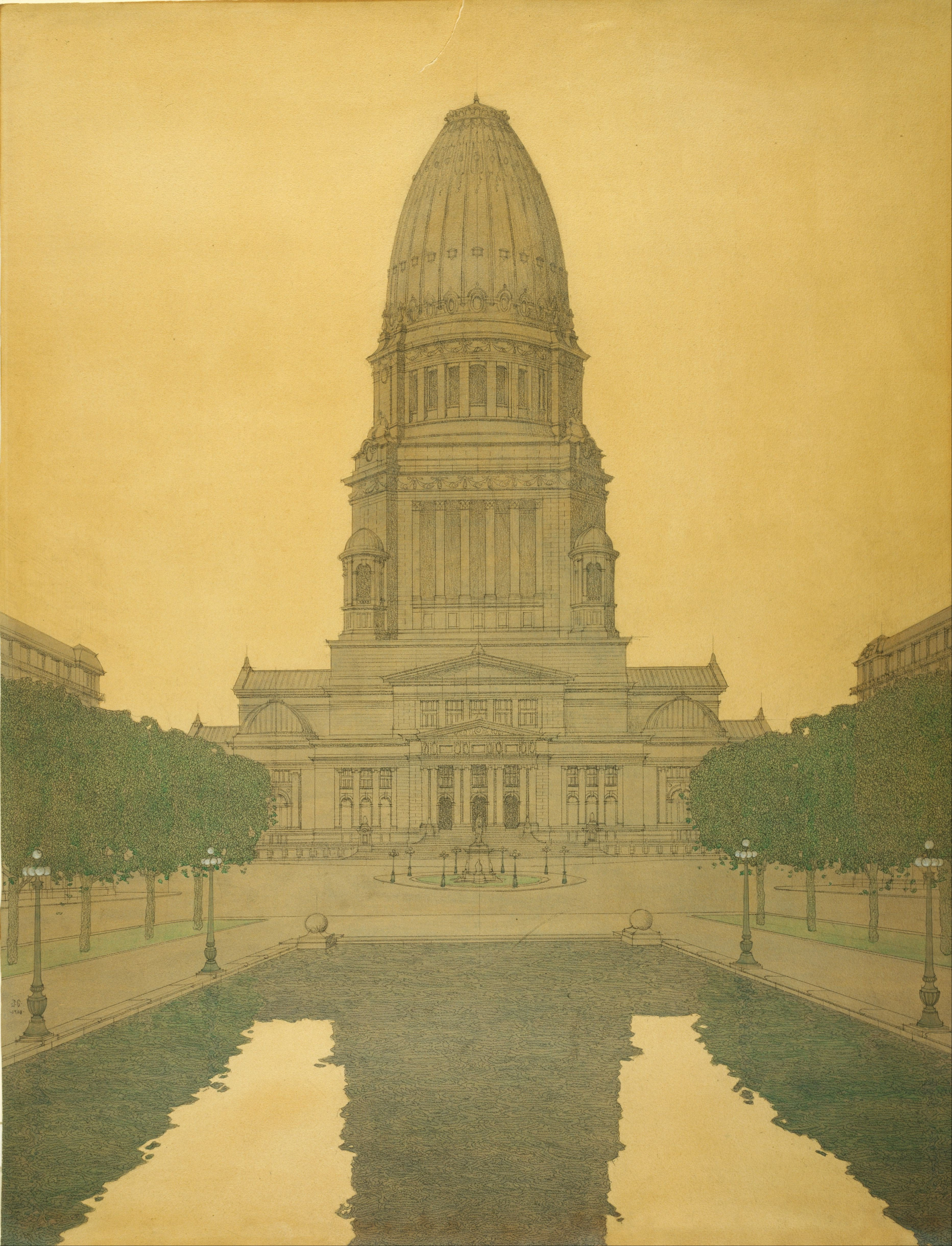
Civic Center, Zeichnung aus dem Wettbewerbsentwurf Plan of Chicago von Daniel Burnham, gezeichnet von Jules Guérin, 1908

Seine Illustrationen, die er als Schöpfer meisterhafter zarttoniger Aquarelle und Gouachen in einem effektvollen Kolorismus des Fin de Siècle entwickelte, zeigen bevorzugt Ansichten von Gebäuden sowie Straßen- und Theaterszenen. Sie erschienen oft später noch erneut als Buchillustrationen oder wurden von Guérin selbst als Portfolios herausgegeben. Als begabter Architekturmaler erhielt er zahlreiche Aufträge von Architekten zur Darstellung ihrer Wettbewerbsentwürfe, etwa von Charles Follen McKim und Daniel Burnham. Ab etwa 1905/1906 malte er monumentale Wanddekorationen auf Leinwand in öffentlichen und Geschäftsgebäuden. Dabei schuf er klare, auf Fernwirkung bedachte Kompositionen mit motivischen Anklängen an den Symbolismus und den Orientalismus seiner französischen Schulung. Ferner malte er Genreszenen im Staffeleibildformat.
In den Jahren 1907 bis 1911 unternahm er zusammen mit dem Schriftsteller Robert Smythe Hichens (1864–1950) Reisen in den Nahen Osten, nach Griechenland und in die Türkei. Dessen Reiseberichte versah er mit Illustrationen. Auch wurden seine Straßenszenen und Architekturdarstellungen, die er auf den Reisen in Athen, Istanbul, Kairo und Damaskus sowie bei der Besichtigung ägyptischer Altertümer skizziert und danach ausgeführt hatte, teilweise im Century Magazine und in Scribner’s Magazine publiziert.
1915 wurde er „Director of Color“ der Panama-Pacific International Exposition in San Francisco mit der Aufgabe, für eine harmonisch abgestimmte Farbgebung der gesamten Ausstellungsarchitektur und des Dekors zu sorgen.